# Єну
Єну (угор. Jenő, грец. γενάχ) — одне із семи угорських племен, що входило до давньоугорської конфедерації племен епохи малого переселення народів, періоду вторгнення в Паннонію кінця ІХ — початку Х ст. та «Завоювання батьківщини на Дунаї» у вигляді заснованої там близько 1000 року християнської монархії — Угорського королівства.
Плем'я Єну згадує Костянтин VII Багрянородний в його праці «Про управління імперією». Угорський академік Дюла Немет пояснює значення давньоугорського слова «Єну» як «рід міністра», «рід керівника». В історіографії угорське плем'я Єну зіставляється з башкирським плем'ям Єней (башк. Йеней). Як вказує угорська версія, прийнаймні, в назвах 24 населених пунктів можна знайти корінь угор. Jenő. В тому числі в угорській назві молдавського міста Кишинів (рум. Chișinău), яка угорською мовою записується як угор. Kisjenő, дослівно — Малий Єну, Невеликий Єну), з посиланням на Середньовічні записи.
Усі племена, що входили до складу давньоугорської конфедерації племен:
1. Єну — (угор. Jenő, грец. γενάχ)
2. Кеси — (угор. Keszi, грец. κασή)
3. Кийр — (угор. Kér, грец. καρή)
4. Кюртдьормот — (угор. Kürtgyarmat, грец. κουςτουγερμάτου)
5. Медьєр — (угор. Megyer, грец. μεγέρη)
6. Нєйк — (угор. Nyék, грец. νέκη)
7. Тор'ян — (угор. Tarján, грец. ταριάνου)
8. Кавари — (угор. Kabarok, грец. κάβαροι)